# Ximo Navarro
Joaquín Navarro Jiménez (* 23. Januar 1990 in Guadahortuna) ist ein spanischer Fußballspieler. Der Abwehrspieler spielt seit 2023 bei Deportivo La Coruna.

## Karriere
Navarro verbrachte seine Jugend bei RCD Mallorca. Im Jahr 2009 stieg er zur zweiten Mannschaft selbigen Vereins auf. In der Saison 2011/12 spielte Navarro jeweils für ein halbes Jahr auf Leihbasis für die Vereine Recreativo Huelva und FC Córdoba in der zweiten spanischen Liga. 2012 kehrte er zu seinem Jugendverein RCD Mallorca zurück und debütierte dort für die erste Mannschaft am 18. August 2012 gegen Espanyol Barcelona.
2014 wechselte er ablösefrei UD Almería. Nach 89 Spielen in sowohl erster, als auch zweiter Liga, verabschiedete sich Navarro nach drei weiteren Jahren wiederum ablösefrei zu UD Las Palmas. Im Juli 2018 schloss sich Navarro seinem aktuellen Verein Deportivo Alavés an. Sein dortiges Debüt gab er abermals gegen Espanyol Barcelona am 2. September 2018.
Im September 2022 wechselte er zum niederländischen Erstligisten Fortuna Sittard.